# Hypoflavia crustosa
Hypoflavia crustosa är en lavart som beskrevs av Aptroot. Hypoflavia crustosa ingår i släktet Hypoflavia och familjen Physciaceae.   Inga underarter finns listade i Catalogue of Life.